# Rufí d'Aquileia
Rufí d'Aquileia (Rufinus) anomenat Tiranni, Turrani o Torà (vers 345-410) fou un religiós romà.
De jove va viure a un monestir a Aquileia on es va educar en el cristianisme i fou batejat (vers 371 o 372) pel prevere Cromaci. En aquest temps ja era amic de Jerònim, amistat que va durar molt de temps.
Va visitar Síria i Palestina on va viure amb la rica matrona romana Melània durant 26 anys, part dels quals fou a Alexandria i la resta a Jerusalem. El 393 es va barallar amb Jerònim quan aquest va rebutjar les doctrines d'Orígenes i va donar suport a Epifani I de Constància (Salamina) en els seus atacs contra Joan II de Jerusalem pel qual Rufí havia estat ordenat prevere. Es van reconciliar el 397.
Aquell mateix any va tornar a Itàlia amb Melània i fou rebut per Paulí de Nola. Els conflictes doctrinals van reaparèixer i Rufí es va retirar a Aquileia i en vida del papa Sirici I va tenir el suport d'aquest però a la pujada d'Anastasi I va ser cridat a Roma per respondre de la seva suposada manca d'ortodòxia però no hi va anar en persona sinó que va contestar amb la seva Apologia on expressava els seus punts de vista. Anastasi en una carta va condemnar clarament a Orígenes. A la mort d'Anastasi el 402 Rufí va romandre a Aquileia sota protecció de Cromaci, enfeinat en labors literàries, fins al 408 quan va tornar al monestir de Pinetum.
La invasió d'Alaric I el va fer fugir a Sicília on va morir vers el 410.
Les seves obres es classifiquen en composicions originals i traduccions del grec:
A) Obres originals
- I. De Adulteratione Librortum Origenis
- II. De Benedictionibus XII. Patriarcharum Libri II
- III. Apologia pro Fide sua ad Anastasiunm Pontificem. IV. Apologia s. Invectivarurm in Hieronymum Libri II
- V. Historia Eremiticca, s. Vitae latrum
- VI. Expositio Symboli
- VII. Historiae Eclesiasticae Libri XI

B) Traduccions:
- I. Basilii Magni Regula
- II. Basilii Magni Homiliae VIII
- III. Pamphili Apologia pro Origene
- IV. Origenis de Principiis Libri IV
- V. Origenis Homiliae, XVII. in Genesim., XIII. in Exodum, XVI. in Leviticum, XXVIII. in Numeros, XXVI. in Josue, IX. in Judices, I. in I. Librum Regum, IV. in Cantica Canticorum, X. Libri in Epistolam Pauli ad Romanos
- VI. Gregorii Nazianzeni Opuscula X
- VII. Sixti Sententiae s. Eúnchiridium s. Annulus
- VIII. Evaegrii Sententiae ad Monachos, Evagrii Sententiae de Apathia, Evagrii Liber ad Virgines
- IX. Clementis Romani Recognitiones
- X. Anatolii Alexandrini Canon Paschalis

Traduccions dubtoses
Homiliae VIII i Matheum; Homilia in Johannem; De Maria Magdalena; De Epiphania Domini.
Obres atribuïdes erròniament:
Versio Origenis Homiliarum in Lucanun; Versio Josephi Operum,; Commentarii in LXXV. priores Davidis Psalmos; in Oseamn, Joteltem, Amnos; Vita S. Eugeniae; Libellus de Fide brevior; Libellus de Fide fusior.
Obres perdudes:
Epistola ad Hiieronymun; Epistolae ad Aniciam Falconiam Probam